# Mehrdad Oladi
Mehrdad Oladi Ghadikolaei (en persa: مهرداد اولادی قادیکلایی‎; Qaem Shahr, Mazandarán, 25 de mayo de 1985 - Teherán, 19 de abril de 2016) fue un futbolista iraní, jugador del Esteghlal FC en la temporada 2013-2014. Desde 2009 jugaba en la selección de Irán.

## Selección nacional
Oladi formó parte de la selección nacional sub-20 de Irán y participó en el Campeonato Juvenil de la AFC 2004 hecho en Malasia. Anotó cuatro goles en el partido contra Indonesia, que terminó con una victoria de los persas por 6-2, pero no fue suficiente para que Irán avanzara a la segunda ronda. Formó parte también de la selección nacional sub-23 de Irán que participó en los Juegos Asiáticos de 2006. Incluso participó con la selección nacional de fútbol de Irán B en los Juegos de la Solidaridad Islámica de 2005 en Arabia Saudita, donde obtuvo el tercer puesto y terminó siendo el máximo goleador del torneo con seis goles, cuatro de ellos en la victoria por 9-0 contra Tayikistán, uno en la victoria por 4-0 contra Sudán y el último en los cuartos de final contra Argelia.

### Goles internacionales
| # | Fecha                    | Lugar                                         | Oponente | Gol | Resultado | Competición                |
| - | ------------------------ | --------------------------------------------- | -------- | --- | --------- | -------------------------- |
| 1 | 24 de septiembre de 2010 | Estadio Internacional de Amán, Amán, Jordania | Baréin   | 3–0 | 3–0       | Campeonato de la WAFF 2010 |

## Clubes
| Club                    | País | Año     |
| ----------------------- | ---- | ------- |
| Persépolis FC           | Irán | 2003-06 |
| Al-Shabab Al Arabi Club | EAU  | 2006-07 |
| Persépolis FC           | Irán | 2007-08 |
| Al-Shabab Al Arabi Club | EAU  | 2008-09 |
| Malavan FC              | Irán | 2009-11 |
| Persépolis FC           | Irán | 2011-12 |
| Malavan FC              | Irán | 2012-13 |
| Esteghlal FC            | Irán | 2013-14 |
| Malavan FC              | Irán | 2014-16 |

## Fallecimiento
Oladi falleció el día 19 de abril de 2016 después de haber sido hospitalizado tras sufrir un paro cardíaco.